# Galatasaray Istanbul/Saison 1996/97
Die Saison 1996/97 von Galatasaray Istanbul war die 89. Saison in der Vereinsgeschichte und die 39. Saison in der türkischen Liga, der 1. Lig. Der Klub beendete die Saison auf dem 1. Platz und wurde zum elften Mal türkischer Meister. Die Türkiye Kupası endete für Galatasaray Istanbul im Achtelfinale. Im Europapokal der Pokalsieger schieden die Gelb-Roten in der 2. Runde aus.

## Personalien

### Kader
| Nat.               | Name             | Geburtsdatum  | im Verein seit | vorheriger Verein     |
| Torhüter           | Torhüter         | Torhüter      | Torhüter       | Torhüter              |
| ------------------ | ---------------- | ------------- | -------------- | --------------------- |
| Turkei             | Mehmet Duymazer  | 15. Apr. 1974 | 1995           | Kayserispor           |
| Deutschland Turkei | Pierre Esser     | 4. Dez. 1970  | 1997           | Fortuna Düsseldorf    |
| Turkei             | Volkan Kilimci   | 16. Feb. 1972 | 1996           | Kocaelispor           |
| Abwehr             |                  |               |                |                       |
| Rumänien           | Iulian Filipescu | 29. März 1974 | 1996           | FCSB Bukarest         |
| Turkei             | Bekir Gür        | 11. Jan. 1972 | 1994           | Turgutluspor          |
| Turkei             | Vedat İnceefe    | 1. Apr. 1974  | 1996           | Karabükspor           |
| Turkei             | Bülent Korkmaz   | 24. Nov. 1968 | 1987           | eigene Jugend         |
| Turkei             | Mert Korkmaz     | 16. Aug. 1971 | 1990           | eigene Jugend         |
| Turkei             | Feti Okuroğlu    | 5. Aug. 1971  | 1994           | Bursaspor             |
| Turkei             | Ergün Penbe      | 17. Mai 1972  | 1993           | Gençlerbirliği Ankara |
| Deutschland Turkei | Rasim Suksur     | 25. Aug. 1975 | 1996           | Fortuna Düsseldorf    |
| Turkei             | Hakan Ünsal      | 14. Mai 1973  | 1994           | Kardemir Karabükspor  |
| Mittelfeld         |                  |               |                |                       |
| Turkei             | Emre Belözoğlu   | 7. Sep. 1980  | 1997           | eigene Jugend         |
| Turkei             | Okan Buruk       | 19. Okt. 1973 | 1991           | eigene Jugend         |
| Turkei             | Ümit Davala      | 30. Juli 1973 | 1996           | İstanbulspor          |
| Rumänien           | Gheorghe Hagi    | 5. Feb. 1965  | 1996           | FC Barcelona          |
| Turkei             | İlyas Kahraman   | 31. März 1976 | 1994           | eigene Jugend         |
| Turkei             | Suat Kaya        | 26. Aug. 1967 | 1992           | Konyaspor             |
| Turkei             | Tugay Kerimoğlu  | 24. Aug. 1970 | 1987           | eigene Jugend         |
| Australien Turkei  | Ufuk Talay       | 26. März 1976 | 1995           | Marconi Stallions     |
| Angriff            |                  |               |                |                       |
| Turkei             | Ersan Doğu       | 20. Apr. 1972 | 1996           | Werder Bremen         |
| Turkei             | Arif Erdem       | 2. Jan. 1972  | 1991           | Zeytinburnuspor U21   |
| Rumänien           | Adrian Ilie      | 20. Apr. 1974 | 1996           | FCSB Bukarest         |
| Turkei             | Hakan Şükür      | 1. Sep. 1971  | 1992           | Bursaspor             |

#### Transfers
| Zugänge | Abgänge |
| --- | --- |
| Sommer 1996 - Atilla Çebi (Konyaspor) - Ümit Davala (İstanbulspor) - Ersan Doğu (Werder Bremen) - Iulian Filipescu (FCSB Bukarest) - Gheorghe Hagi (FC Barcelona) - Vedat İnceefe (Karabükspor) - Burhanettin Kaymak (Eintracht Frankfurt) - Adrian Knup (Karlsruher SC) - Alp Küçükvardar (eigene Jugend) - Rasim Suksur (Fortuna Düsseldorf) Winter 1996/97 - Emre Belözoğlu (eigene Jugend) - Pierre Esser (Fortuna Düsseldorf) - Adrian Ilie (FCSB Bukarest) - Volkan Kilimci (Kocaelispor) | Sommer 1996 - Cihat Arslan (Zeytinburnuspor) a. - Benhur Babaoğlu (Fenerbahçe Istanbul) - Sedat Balkanlı (Fenerbahçe Istanbul) - Nezih Ali Boloğlu (Bakırköyspor) - Brad Friedel (Columbus Crew) - Ulrich van Gobbel (FC Southampton) - Dean Saunders (Nottingham Forest) - Yusuf Tepekule (Vanspor) - Soner Tolungüç (Karşıyaka SK) - Uğur Tütüneker (Karriere beendet) - Murat Yüksel (Adana Demirspor) Winter 1996/97 - Osman Akyol (Antalyaspor) - Atilla Çebi (Erzurumspor) - Fatih Çerçi (Gebzespor) a. - Hayrettin Demirbaş (Zeytinburnuspor) a. - Ceyhun Eriş (Çaykur Rizespor) a. - Burhanettin Kaymak (Eintracht Frankfurt) - Adrian Knup (FC Basel) - Alp Küçükvardar (Çaykur Rizespor) a. - İsmail Göksel Şenyüz (Nişantaşıspor) a. - Bülent Şimşek (Bakırköyspor) a. - Ufuk Talay (Antalyaspor) a. - Evren Turhan (Kocaelispor) |

## Spielkleidung
| Heim | Auswärts | Ausweich |

- Ausrüster: Adidas
- Trikotsponsor: VakıfBank

## Saison
Alle Ergebnisse aus Sicht von Galatasaray Istanbul.
Die Tabelle listet alle 1.-Lig-Spiele des Vereins der Saison 1996/97 auf. Siege sind grün, Unentschieden gelb und Niederlagen rot markiert.

### 1. Lig
| ST | Datum              | Gegner                | Ort                              | Ergebnis  | Tor(e) für Galatasaray Istanbul | Karte(n) für Galatasaray Istanbul                                       |
| -- | ------------------ | --------------------- | -------------------------------- | --------- | --- | ----------------------------------------------------------------------- |
| 01 | 10. August 1996    | Vanspor               | Vali Mahmut Yılbaş Stadı, Van    | 2:1 (1:0) | 1:0 Hagi (43.), 2:1 Hagi (80.) | B. Korkmaz (19.), van Gobbel (89.)                                      |
| 02 | 17. August 1996    | Trabzonspor           | Ali Sami Yen Stadyumu, Istanbul  | 1:0 (1:0) | 1:0 Hagi (19.) | Hagi (83.)                                                              |
| 03 | 23. August 1996    | Kocaelispor           | İsmetpaşa Stadyumu, İzmit        | 1:1 (0:1) | 1:1 Davala (63.) | keine                                                                   |
| 04 | 8. September 1996  | Fenerbahçe Istanbul   | Ali Sami Yen Stadyumu, Istanbul  | 0:4 (0:3) | keine | Ünsal (43.), İnceefe (77.)                                              |
| 05 | 22. September 1996 | Sarıyer SK            | İnönü Stadı, Istanbul            | 4:0 (2:0) | 1:0 Kerimoğlu (35.), 2:0 Şükür (43.), 3:0 Erdem (56.), 4:0 Erdem (65.)                                                                           | Şükür (43.), van Gobbel (57.), Kerimoğlu (66.)                          |
| 06 | 22. September 1996 | Dardanelspor          | Atatürk Stadı, Izmir             | 1:0 (1:0) | 1:0 Hagi (3.) | keine                                                                   |
| 07 | 29. September 1996 | Gençlerbirliği Ankara | 19 Mayıs Stadı, Ankara           | 2:0 (1:0) | 1:0 Şükür (40.), 2:0 Turhan (84.) | keine                                                                   |
| 08 | 4. Oktober 1996    | Denizlispor           | Ali Sami Yen Stadyumu, Istanbul  | 2:0 (0:0) | 1:0 Şükür (70.), 2:0 Şükür (88.) | keine                                                                   |
| 09 | 13. Oktober 1996   | Samsunspor            | 19 Mayıs Stadı, Samsun           | 2:0 (1:0) | 1:0 Ünsal (44.), 2:0 Hagi (72.) | Knup (2.), Erdem (31.), Hagi (38.), van Gobbel (88.)                    |
| 10 | 20. Oktober 1996   | Gaziantepspor         | Ali Sami Yen Stadyumu, Istanbul  | 6:1 (3:1) | 1:0 Şükür (15.), 2:0 Şükür (30. Foulelfmeter), 3:0 Hagi (32. Handelfmeter), 4:1 Davala (72.), 5:1 Şükür (82.), 6:1 Şükür (90.)                   | keine                                                                   |
| 11 | 27. Oktober 1996   | Altay Izmir           | Atatürk Stadı, Izmir             | 8:1 (6:0) | 1:0 Şükür (1.), 2:0 Davala (8.), 3:0 Hagi (11.), 4:0 Erdem (13.) 5:0 Şükür (23. Foulelfmeter), 6:0 Buruk (43.), 7:0 Erdem (65.), 8:0 Erdem (72.) | keine                                                                   |
| 12 | 3. November 1996   | İstanbulspor          | Ali Sami Yen Stadyumu, Istanbul  | 6:1 (2:1) | 1:0 Kerimoğlu (19.), 2:0 İnceefe (22.), 3:1 Şükür (72. Foulelfmeter), 4:1 Buruk (79.), 5:1 Şükür (83. Foulelfmeter), 6:1 Kerimoğlu (87.)         | İnceefe (26.), Hagi (57.)                                               |
| 13 | 15. November 1996  | Beşiktaş Istanbul     | Ali Sami Yen Stadyumu, Istanbul  | 2:2 (2:1) | 1:1 Şükür (32.), 2:1 Şükür (41.) | Hagi (23.), Filipescu (25.), Buruk (66.)                                |
| 14 | 22. November 1996  | Zeytinburnuspor       | İnönü Stadı, Istanbul            | 5:2 (4:2) | 1:1 Gür (12.), 2:1 Penbe (14.), 3:2 Knup (35.), 4:2 Ünsal (40.), 5:2 Şükür (64.)                                                                 | Gür (86.)                                                               |
| 15 | 1. Dezember 1996   | Antalyaspor           | Ali Sami Yen Stadyumu, Istanbul  | 3:1 (2:1) | 1:0 Şükür (10. Foulelfmeter), 2:0 Şükür (36. Foulelfmeter), 3:1 Hagi (48.)                                                                       | İnceefe (31.), Gür (54.), Ünsal (57.)                                   |
| 16 | 6. Dezember 1996   | MKE Ankaragücü        | 19 Mayıs Stadı, Ankara           | 1:0 (0:0) | 1:0 Kaya (53.) | Şükür (74.), Filipescu (79.)                                            |
| 17 | 21. Dezember 1996  | Bursaspor             | Ali Sami Yen Stadyumu, Istanbul  | 4:1 (2:1) | 1:0 Şükür (7.), 2:0 Ilie (26.), 3:1 Şükür (56.), 4:1 Şükür (74.)                                                                                 | Kerimoğlu (57.)                                                         |
| 18 | 17. Januar 1997    | Vanspor               | Ali Sami Yen Stadyumu, Istanbul  | 1:1 (0:0) | 1:0 Hagi (57.) | İnceefe (68.), Şükür (82.)                                              |
| 19 | 25. Januar 1997    | Trabzonspor           | Hüseyin Avni Aker Stadı, Trabzon | 0:0       | keine | Hagi (52.), Filipescu (72.)                                             |
| 20 | 2. Februar 1997    | Kocaelispor           | Ali Sami Yen Stadyumu, Istanbul  | 0:0       | keine | Ilie (23.)                                                              |
| 21 | 9. Februar 1997    | Fenerbahçe Istanbul   | Fenerbahçe Stadı, Istanbul       | 2:3 (1:1) | 1:1 İnceefe (19.). 2:3 Erdem (88.) | Filipescu (42.), İnceefe (48.), Kaya (62.), Kerimoğlu (70.), Hagi (77.) |
| 22 | 15. Februar 1997   | Sarıyer SK            | Ali Sami Yen Stadyumu, Istanbul  | 4:0 (2:0) | 1:0 Buruk (2.), 2:0 Şükür (39.), 3:0 Ilie (49.), 4:0 Şükür (55. Foulelfmeter)                                                                    | İnceefe (18.), Davala (82.), Kaya (89.)                                 |
| 23 | 23. Februar 1997   | Dardanelspor          | 18 Mart Stadı, Çanakkale         | 3:0 (1:0) | 1:0 Ilie (15.), 2:0 Hagi (67.), 3:0 Şükür (76.)                                                                                                  | Filipescu (46.), Şükür (67.)                                            |
| 24 | 2. März 1997       | Gençlerbirliği Ankara | Ali Sami Yen Stadyumu, Istanbul  | 1:1 (1:0) | 1:0 Özat (9. Eigentor) | keine                                                                   |
| 25 | 7. März 1997       | Denizlispor           | Atatürk Stadı, Denizli           | 3:2 (2:1) | 1:0 B. Korkmaz (26.), 2:1 Şükür (43. Foulelfmeter), 3:2 Kaya (68.)                                                                               | Davala (59.)                                                            |
| 26 | 15. März 1997      | Samsunspor            | Ali Sami Yen Stadyumu, Istanbul  | 3:1 (1:0) | 1:0 Şükür (18.), 2:1 Şükür (63. Foulelfmeter), 3:1 Şükür (72. Foulelfmeter)                                                                      | Buruk (45.)                                                             |
| 27 | 22. März 1997      | Gaziantepspor         | Kamil Ocak Stadı, Gaziantep      | 3:0 (1:0) | 1:0 Penbe (10.), 2:0 B. Korkmaz (42.), 3:0 Erdem (87.)                                                                                           | Ilie (21.)                                                              |
| 28 | 6. April 1997      | Altay Izmir           | Ali Sami Yen Stadyumu, Istanbul  | 2:1 (2:0) | 1:0 Ilie (5.), 2:0 Şükür (17.) | Ünsal (28.)                                                             |
| 29 | 12. April 1997     | İstanbulspor          | İnönü Stadı, Istanbul            | 3:2 (1:0) | 1:0 Kerimoğlu (42.), 2:0 Hagi (52.), 3:2 Hagi (90.+3' Foulelfmeter)                                                                              | Kerimoğlu (19.), Filipescu (44.)                                        |
| 30 | 20. April 1997     | Beşiktaş Istanbul     | İnönü Stadı, Istanbul            | 1:1 (0:1) | 1:1 Hagi (83. Foulelfmeter) | Davala (82.), İnceefe (83.)                                             |
| 31 | 4. Mai 1997        | Zeytinburnuspor       | Ali Sami Yen Stadyumu, Istanbul  | 4:0 (0:0) | 1:0 Ilie (69.), 2:0 Şükür (71. Foulelfmeter), 3:0 Şükür (82.), 4:0 Şükür (87.)                                                                   | Ilie (74.)                                                              |
| 32 | 10. Mai 1997       | Antalyaspor           | Atatürk Stadı, Antalya           | 2:0 (1:0) | 1:0 Şükür (24.), 2:0 Hagi (88.) | Davala (43.), Ünsal (63.), Hagi (64.)                                   |
| 33 | 17. Mai 1997       | MKE Ankaragücü        | Ali Sami Yen Stadyumu, Istanbul  | 5:1 (3:1) | 1:0 Ilie (10.), 2:0 Şükür (25.), 3:0 Şükür (32.), 4:1 Şükür (51.), 5:1 Şükür (75.)                                                               | Şükür (78.)                                                             |
| 34 | 24. Mai 1997       | Bursaspor             | Atatürk Stadı, Bursa             | 3:2 (1:1) | 1:1 Şükür (37.), 2:2 Şükür (66. Handelfmeter), 3:2 Erdem (82.)                                                                                   | B. Korkmaz (23.), Hagi (37.), Ilie (56.)                                |

### Türkiye Kupası
| Runde        | Datum             | Gegner                | Ort                    | Ergebnis                          | Tor(e) für Galatasaray Istanbul | Karte(n) für Galatasaray Istanbul |
| ------------ | ----------------- | --------------------- | ---------------------- | --------------------------------- | ------------------------------- | --------------------------------- |
| Achtelfinale | 28. November 1996 | Gençlerbirliği Ankara | 19 Mayıs Stadı, Ankara | 16:17 i. E. (1:1 n. V., 1:1, 0:1) | 1:1 Ünsal (51.)                 | keine                             |

### Europapokal der Pokalsieger
| Runde              | Datum              | Gegner                    | Ort                             | Ergebnis  | Tor(e) für Galatasaray Istanbul                                       | Karte(n) für Galatasaray Istanbul |
| ------------------ | ------------------ | ------------------------- | ------------------------------- | --------- | --------------------------------------------------------------------- | --------------------------------- |
| 1. Runde-Hinspiel  | 12. September 1996 | FC Constructorul Chișinău | Republik-Stadion, Chișinău      | 1:0 (1:0) | 1:0 Knup (73.)                                                        | Gür, Şükür                        |
| 1. Runde-Rückspiel | 26. September 1996 | FC Constructorul Chișinău | Ali Sami Yen Stadyumu, Istanbul | 4:0 (0:0) | 1:0 Şükür (49.), 2:0 Erdem (73.), 3:0 Hagi (75.), 4:0 Şükür (80.)     | Davala, Kerimoğlu                 |
| 2. Runde-Hinspiel  | 17. Oktober 1996   | Paris Saint-Germain       | Ali Sami Yen Stadyumu, Istanbul | 4:2 (3:2) | 1:0 Şükür (5.), 2:0 Kerimoğlu (13.), 3:2 Şükür (31.), 4:2 Ünsal (49.) | Kerimoğlu, Ünsal                  |
| 2. Runde-Rückspiel | 31. Oktober 1996   | Paris Saint-Germain       | Parc des Princes, Paris         | 0:4 (0:2) | keine                                                                 | Şükür (75.)                       |

### Cumhurbaşkanlığı Kupası
| Galatasaray Istanbul (Meister)                       | Galatasaray Istanbul (Meister) | Kocaelispor (Pokalsieger) | Kocaelispor (Pokalsieger) |
| ---------------------------------------------------- | --- | --- | ------------------------- |
| Galatasaray Istanbul (Meister)                       | \| 31. Mai 1997 um 20:00 Uhr in Ankara (19 Mayıs Stadı) \| \| Ergebnis: 2:1 n. V. (1:1, 0:0) \| \| Schiedsrichter: Sabri Çelik \| \| Spielbericht \| | \| 31. Mai 1997 um 20:00 Uhr in Ankara (19 Mayıs Stadı) \| \| Ergebnis: 2:1 n. V. (1:1, 0:0) \| \| Schiedsrichter: Sabri Çelik \| \| Spielbericht \| | Kocaelispor (Pokalsieger) |
| Galatasaray Istanbul (Meister)                       | Volkan Kilimci – Bülent Korkmaz , Ümit Davala, Vedat İnceefe (85. ), Hakan Ünsal – Ergün Penbe (89. ), Iulian Filipescu, Gheorghe Hagi (67. ), Adrian Ilie – Arif Erdem, Hakan Şükür Ersatzbank: Mehmet Duymazer, Feti Okuroğlu (89. ), Mert Korkmaz, Suat Kaya (67. ), İlyas Kahraman (85. ) Cheftrainer: Fatih Terim                                          | Dumitru Stângaciu – Miško Mirković (40. ), John Moshoeu, Nuri Çolak – Zeki Önatlı , Yalçın Kıldıran (76. ), Toprak Kırtoğlu, Tayfur Havutçu, Erhan Albayrak (51. ), Evren Turhan – Faruk Yiğit Ersatzbank: Özden Öngün, Orhan Ak (76. ), Mücahit Ak, Roman Dąbrowski (51. ), Soner Boz (40. ) Cheftrainer: Holger Osieck ( Deutschland) | Kocaelispor (Pokalsieger) |
| Galatasaray Istanbul (Meister)                       | 1:0 Ümit Davala (59. Şükür) 2:1 Hakan Şükür (116., Foulelfmeter) | 1:1 Roman Dąbrowski (89. Boz) | Kocaelispor (Pokalsieger) |
| Galatasaray Istanbul (Meister)                       | Vedat İnceefe (36.), Adrian Ilie (63.), Hakan Şükür (89.) | Evren Nuri Turhan (49.), Nuri Çolak (89.), John Moshoeu (113.), Faruk Yiğit (119.) | Kocaelispor (Pokalsieger) |
| Galatasaray Istanbul (Meister)                       | Nach Spielende und nach Einsicht der Fernsehbilder gab der Schiedsrichter Sabri Çelik zu, einen Fehler begangen zu haben, indem er in der Verlängerung einen spielentscheidenden Strafstoß für Galatasaray entschied. Wofür sich der Schiedsrichter Çelik später bei Kocaelispor entschuldigte. Nach diesem Spiel beendete Çelik seine Schiedsrichter-Karriere. | | Kocaelispor (Pokalsieger) |
| 31. Mai 1997 um 20:00 Uhr in Ankara (19 Mayıs Stadı) | | |                           |
| Ergebnis: 2:1 n. V. (1:1, 0:0)                       | | |                           |
| Schiedsrichter: Sabri Çelik                          | | |                           |
| Spielbericht                                         | | |                           |

### TSYD Kupası
| Datum         | Gegner              | Ort                   | Ergebnis  | Tor(e) für Galatasaray Istanbul | Karte(n) für Galatasaray Istanbul |
| ------------- | ------------------- | --------------------- | --------- | ------------------------------- | --------------------------------- |
| 24. Juli 1996 | Fenerbahçe Istanbul | İnönü Stadı, Istanbul | 0:2 (0:1) | keine                           | İnceefe (56.), B. Korkmaz (70.)   |
| 27. Juli 1996 | Beşiktaş Istanbul   | İnönü Stadı, Istanbul | 1:3 (0:3) | 1:3 İnceefe (54.)               | Kerimoğlu (60.)                   |

## Statistiken

### Teamstatistik
| Wettbewerb                  | Punkte | daheim | daheim | daheim | daheim | daheim | auswärts | auswärts | auswärts | auswärts | auswärts | Gesamt | Gesamt | Gesamt | Gesamt | Gesamt | Tordifferenz |
| Wettbewerb                  | Punkte | Sp     | G      | U      | N      | TV     | Sp       | G        | U        | N        | TV       | Sp     | G      | U      | N      | TV     | Tordifferenz |
| --------------------------- | ------ | ------ | ------ | ------ | ------ | ------ | -------- | -------- | -------- | -------- | -------- | ------ | ------ | ------ | ------ | ------ | ------------ |
| 1. Lig                      | 82     | 17     | 12     | 4      | 1      | 45:15  | 17       | 13       | 3        | 1        | 45:15    | 34     | 25     | 7      | 2      | 90:30  | +60          |
| Türkiye Kupası              | –      | 0      | 0      | 0      | 0      | 0:0    | 1        | 0        | 1        | 0        | 1:1      | 1      | 0      | 1      | 0      | 1:1    | ±0           |
| Europapokal der Pokalsieger | –      | 2      | 2      | 0      | 0      | 8:2    | 2        | 1        | 0        | 1        | 1:4      | 4      | 3      | 0      | 1      | 9:6    | +3           |
| Gesamt                      | 82     | 19     | 14     | 4      | 1      | 53:17  | 20       | 14       | 4        | 2        | 47:20    | 39     | 28     | 8      | 3      | 100:37 | +63          |

### Saisonverlauf
| Spieltag | 1 | 2 | 3 | 4 | 5 | 6 | 7 | 8 | 9 | 10 | 11 | 12 | 13 | 14 | 15 | 16 | 17 | 18 | 19 | 20 | 21 | 22 | 23 | 24 | 25 | 26 | 27 | 28 | 29 | 30 | 31 | 32 | 33 | 34 |
| -------- | - | - | - | - | - | - | - | - | - | -- | -- | -- | -- | -- | -- | -- | -- | -- | -- | -- | -- | -- | -- | -- | -- | -- | -- | -- | -- | -- | -- | -- | -- | -- |
| Spielort | A | H | A | H | A | H | A | H | A | H  | A  | H  | H  | A  | H  | A  | H  | H  | A  | H  | A  | H  | A  | H  | A  | H  | A  | H  | A  | A  | H  | A  | H  | A  |
| Resultat | S | S | U | N | S | S | S | S | S | S  | S  | S  | U  | S  | S  | S  | S  | U  | U  | U  | N  | S  | S  | U  | S  | S  | S  | S  | S  | U  | S  | S  | S  | S  |
| Platz    | 5 | 2 | 3 | 6 | 3 | 3 | 2 | 2 | 1 | 1  | 1  | 1  | 1  | 1  | 1  | 1  | 1  | 1  | 1  | 1  | 1  | 1  | 1  | 1  | 1  | 1  | 1  | 1  | 1  | 1  | 1  | 1  | 1  | 1  |

Quelle: https://www.weltfussball.de/spielplan/tur-sueperlig-1996-1997
Legende: Spielort: H = Heim; A = Auswärts. Resultat: S = Sieg; U = Unentschieden; N = Niederlage

### Spielerstatistiken
| Spieler            | 1. Lig   | 1. Lig | 1. Lig      | 1. Lig     | Türkiye Kupası/Cumhurbaşkanlığı Kupası | Türkiye Kupası/Cumhurbaşkanlığı Kupası | Türkiye Kupası/Cumhurbaşkanlığı Kupası | Türkiye Kupası/Cumhurbaşkanlığı Kupası | Europapokal der Pokalsieger | Europapokal der Pokalsieger | Europapokal der Pokalsieger | Europapokal der Pokalsieger | TSYD Kupası | TSYD Kupası | TSYD Kupası | TSYD Kupası | Total    | Total | Total       | Total      |
| Spieler            | Einsätze | Tore   | Gelbe Karte | Rote Karte | Einsätze                               | Tore                                   | Gelbe Karte                            | Rote Karte                             | Einsätze                    | Tore                        | Gelbe Karte                 | Rote Karte                  | Einsätze    | Tore        | Gelbe Karte | Rote Karte  | Einsätze | Tore  | Gelbe Karte | Rote Karte |
| ------------------ | -------- | ------ | ----------- | ---------- | -------------------------------------- | -------------------------------------- | -------------------------------------- | -------------------------------------- | --------------------------- | --------------------------- | --------------------------- | --------------------------- | ----------- | ----------- | ----------- | ----------- | -------- | ----- | ----------- | ---------- |
| Emre Belözoğlu     | 1        | 0      | 0           | 0          | 0                                      | 0                                      | 0                                      | 0                                      | 0                           | 0                           | 0                           | 0                           | 0           | 0           | 0           | 0           | 1        | 0     | 0           | 0          |
| Okan Buruk         | 17       | 3      | 2           | 0          | 1                                      | 0                                      | 0                                      | 0                                      | 3                           | 0                           | 0                           | 0                           | 1           | 0           | 0           | 0           | 22       | 3     | 2           | 0          |
| Ümit Davala        | 28       | 3      | 3           | 1          | 2                                      | 1                                      | 0                                      | 0                                      | 4                           | 0                           | 1                           | 0                           | 2           | 0           | 0           | 0           | 36       | 4     | 4           | 1          |
| Hayrettin Demirbaş | 11       | 0      | 0           | 0          | 1                                      | 0                                      | 0                                      | 0                                      | 4                           | 0                           | 0                           | 0                           | 0           | 0           | 0           | 0           | 16       | 0     | 0           | 0          |
| Ersan Doğu         | 0        | 0      | 0           | 0          | 0                                      | 0                                      | 0                                      | 0                                      | 0                           | 0                           | 0                           | 0                           | 1           | 0           | 0           | 0           | 1        | 0     | 0           | 0          |
| Mehmet Duymazer    | 8        | 0      | 0           | 0          | 0                                      | 0                                      | 0                                      | 0                                      | 0                           | 0                           | 0                           | 0                           | 0           | 0           | 0           | 0           | 8        | 0     | 0           | 0          |
| Arif Erdem         | 31       | 8      | 1           | 0          | 1                                      | 0                                      | 0                                      | 0                                      | 4                           | 1                           | 0                           | 0                           | 0           | 0           | 0           | 0           | 36       | 9     | 1           | 0          |
| Ceyhun Eriş        | 0        | 0      | 0           | 0          | 0                                      | 0                                      | 0                                      | 0                                      | 0                           | 0                           | 0                           | 0                           | 2           | 0           | 0           | 0           | 2        | 0     | 0           | 0          |
| Pierre Esser       | 1        | 0      | 0           | 0          | 0                                      | 0                                      | 0                                      | 0                                      | 0                           | 0                           | 0                           | 0                           | 0           | 0           | 0           | 0           | 1        | 0     | 0           | 0          |
| Iulian Filipescu   | 23       | 0      | 6           | 0          | 2                                      | 0                                      | 0                                      | 0                                      | 0                           | 0                           | 0                           | 0                           | 0           | 0           | 0           | 0           | 25       | 0     | 6           | 0          |
| Brad Friedel       | 0        | 0      | 0           | 0          | 0                                      | 0                                      | 0                                      | 0                                      | 0                           | 0                           | 0                           | 0                           | 2           | 0           | 0           | 0           | 2        | 0     | 0           | 0          |
| Ulrich van Gobbel  | 9        | 0      | 2           | 1          | 0                                      | 0                                      | 0                                      | 0                                      | 2                           | 0                           | 0                           | 0                           | 2           | 0           | 0           | 0           | 13       | 0     | 2           | 1          |
| Bekir Gür          | 19       | 1      | 2           | 0          | 1                                      | 0                                      | 0                                      | 0                                      | 3                           | 0                           | 1                           | 0                           | 1           | 0           | 0           | 0           | 24       | 1     | 3           | 0          |
| Gheorghe Hagi      | 30       | 14     | 7           | 1          | 2                                      | 0                                      | 0                                      | 0                                      | 3                           | 1                           | 0                           | 0                           | 0           | 0           | 0           | 0           | 35       | 15    | 7           | 1          |
| Adrian Ilie        | 18       | 6      | 4           | 0          | 1                                      | 0                                      | 1                                      | 0                                      | 0                           | 0                           | 0                           | 0                           | 0           | 0           | 0           | 0           | 19       | 6     | 5           | 0          |
| Vedat İnceefe      | 29       | 2      | 6           | 1          | 2                                      | 0                                      | 1                                      | 0                                      | 4                           | 0                           | 0                           | 0                           | 2           | 1           | 1           | 0           | 37       | 3     | 8           | 1          |
| İlyas Kahraman     | 10       | 0      | 0           | 0          | 2                                      | 0                                      | 0                                      | 0                                      | 0                           | 0                           | 0                           | 0                           | 1           | 0           | 0           | 0           | 13       | 0     | 0           | 0          |
| Suat Kaya          | 25       | 2      | 2           | 0          | 1                                      | 0                                      | 0                                      | 0                                      | 1                           | 0                           | 0                           | 0                           | 2           | 0           | 0           | 0           | 29       | 2     | 2           | 0          |
| Tugay Kerimoğlu    | 33       | 4      | 4           | 0          | 1                                      | 0                                      | 0                                      | 0                                      | 3                           | 1                           | 2                           | 0                           | 2           | 0           | 1           | 0           | 39       | 5     | 7           | 0          |
| Volkan Kilimci     | 14       | 0      | 0           | 0          | 1                                      | 0                                      | 0                                      | 0                                      | 0                           | 0                           | 0                           | 0                           | 0           | 0           | 0           | 0           | 15       | 0     | 0           | 0          |
| Adrian Knup        | 9        | 1      | 1           | 0          | 1                                      | 0                                      | 0                                      | 0                                      | 3                           | 1                           | 0                           | 0                           | 0           | 0           | 0           | 0           | 13       | 2     | 1           | 0          |
| Bülent Korkmaz     | 32       | 2      | 2           | 0          | 2                                      | 0                                      | 0                                      | 0                                      | 4                           | 0                           | 0                           | 0                           | 2           | 0           | 1           | 0           | 40       | 2     | 3           | 0          |
| Mert Korkmaz       | 4        | 0      | 0           | 0          | 0                                      | 0                                      | 0                                      | 0                                      | 2                           | 0                           | 0                           | 0                           | 0           | 0           | 0           | 0           | 6        | 0     | 0           | 0          |
| Alp Küçükvardar    | 1        | 0      | 0           | 0          | 0                                      | 0                                      | 0                                      | 0                                      | 1                           | 0                           | 0                           | 0                           | 2           | 0           | 0           | 0           | 4        | 0     | 0           | 0          |
| Feti Okuroğlu      | 13       | 0      | 0           | 0          | 1                                      | 0                                      | 0                                      | 0                                      | 2                           | 0                           | 0                           | 0                           | 0           | 0           | 0           | 0           | 16       | 0     | 0           | 0          |
| Ergün Penbe        | 29       | 2      | 0           | 0          | 2                                      | 0                                      | 0                                      | 0                                      | 3                           | 0                           | 0                           | 0                           | 1           | 0           | 0           | 0           | 35       | 2     | 0           | 0          |
| Rasim Suksur       | 0        | 0      | 0           | 0          | 0                                      | 0                                      | 0                                      | 0                                      | 0                           | 0                           | 0                           | 0                           | 0           | 0           | 0           | 0           | 0        | 0     | 0           | 0          |
| Hakan Şükür        | 32       | 38     | 5           | 0          | 2                                      | 1                                      | 1                                      | 0                                      | 4                           | 4                           | 2                           | 0                           | 1           | 0           | 0           | 0           | 39       | 43    | 8           | 0          |
| Ufuk Talay         | 1        | 0      | 0           | 0          | 0                                      | 0                                      | 0                                      | 0                                      | 0                           | 0                           | 0                           | 0                           | 1           | 0           | 0           | 0           | 2        | 0     | 0           | 0          |
| Yusuf Tepekule     | 0        | 0      | 0           | 0          | 0                                      | 0                                      | 0                                      | 0                                      | 0                           | 0                           | 0                           | 0                           | 1           | 0           | 0           | 0           | 1        | 0     | 0           | 0          |
| Evren Turhan       | 9        | 1      | 0           | 0          | 0                                      | 0                                      | 0                                      | 0                                      | 2                           | 0                           | 0                           | 0                           | 2           | 0           | 0           | 0           | 13       | 1     | 0           | 0          |
| Hakan Ünsal        | 29       | 2      | 4           | 0          | 2                                      | 1                                      | 0                                      | 0                                      | 4                           | 1                           | 1                           | 0                           | 2           | 0           | 0           | 0           | 37       | 4     | 5           | 0          |